# Cañar (prowincja)
Prowincja Cañar – jedna z 24 prowincji w Ekwadorze. Cañar położone jest w środkowej części państwa, graniczy od północy z prowincją Chimborazo i Bolívar, od wschodu z prowincjami Morona-Santiago, od południa z prowincją Azuay oraz od zachodu z prowincją Guayas.
Prowincja podzielona jest na 7 kantonów:
1. Azogues
2. Biblián
3. Cañar
4. Déleg
5. El Tambo
6. La Troncal
7. Suscal